# 1985年上海
|        | 上海历史 |
| 世紀： | 19世紀上海 \| 20世紀上海 \| 21世紀上海                                                                                     |
| 年代： | 1950年代上海 \| 1960年代上海 \| 1970年代上海 \| 1980年代上海 \| 1990年代上海 \| 2000年代上海 \| 2010年代上海               |
| 年份： | 1982年上海 \| 1983年上海 \| 1984年上海 \| 1985年上海 \| 1986年上海 \| 1987年上海 \| 1988年上海 \| 1989年上海 \| 1990年上海 |
| 紀年： | 丙寅年（虎年）、上海开埠143周年、上海设市59周年                                                                            |

## 主要官员

### 党委
- 市委第一书记：陈国栋→市委书记：芮杏文

### 人大
- 人大常委会主任：胡立教

### 政府
- 市长：汪道涵→江泽民

### 法院
- 院长：华联奎

### 检察院
- 检察长：王兴

### （党）纪委
- 书记：王尧山→张定鸿

### 政协
- 主席：李国豪

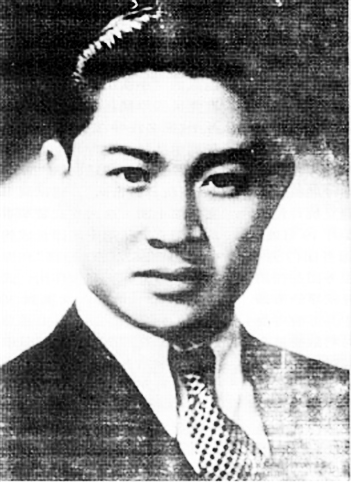
市长汪道涵
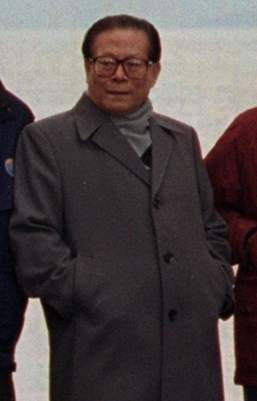
市长江泽民

## 大事记
- 2月1日——锦江乐园开放，为全市第一个大型现代化游乐场。
- 4月7日——上海地铁公司成立。
- 8月1日——暴雨成灾，虹口、杨浦、闸北、卢湾等8区近5万户居民家中进水，一批工厂受淹停产，市郊菜区损失严重。
- 12月10日——中共上海市委血防领导小组宣布全市消灭血吸虫病。

## 政府
- 6月20日——芮杏文任中共上海市委书记。